# Лалеш
Лалеш, Лалиш, Лалыш (курд. Laliş, араб. لالش‎) — храм в Регионе Курдистан в провинции Дохук, в 60 км к северо-западу от города Мосул; святыня и место паломничества езидов.
В дохристианский период — храм Солнца.
В Лалеше находятся два священных источника:
- Гания Земзем в пещере Земзем.
- Гания Спи (Белый Родник) — согласно езидской космогонии, мир был сплошным океаном, и ангелы во главе с Малак Тавусом спустились на то место, где сейчас находится этот родник. Они опустили в воду закваску и создали твердь, в знак чего на этом месте появился источник, который является святым. Этой водой езиды освящают своих детей.

6 октября начинается неделя паломничества езидов — Джамаи. Каждый езид, по мере возможности, собирается в путь, чтобы поклониться святым местам и быть освящённым в водах Кания Спи. Кто посещает Лалыш и совершает паломничество, тому дарят барат (букв. «грамота, подарок» — шарики, сделанные монахинями (факрая) из ила этого родника) в знак освящения.
На сегодняшний день Лалеш — уже не единственный храм у езидов всего мира. Езидизм не воспрещает строительство новых культовых зданий. 29 сентября 2012 года в Армавирской области Республики Армения торжественно был открыт езидский храм «Зиарат». Это первый храм, построенный за пределами исконной родины езидов, призванный удовлетворить духовные потребности езидов Армении. Также план возведения такого здания озвучила зарегистрированная в августе 2009 года Ярославская религиозная организация «Езидство»